# Marvin Bejarano
Pour les articles homonymes, voir Bejarano.
Marvin Orlando Bejarano Jiménez est un footballeur international bolivien. Il joue actuellement[Quand ?] au sein du club du Royal Pari Fútbol Club, en première division bolivienne.

## Carrière
Bejarano commence sa carrière à 18 ans dans le club de sa ville natale, Unión Tarija lors de la saison 2006. Il y reste un an avant de partir pour la formation d'Universitario de Sucre où il reste 4 saisons. Lors de son passage, il obtient son premier titre, en remportant le tournoi ouverture du championnat de Bolivie 2008. Ses bonnes performances en championnat et en Copa Sudamericana 2010 lui valent l'intérêt d'autres clubs boliviens mais aussi étrangers et c'est finalement avec l'Oriente Petrolero qu'il s'engage en 2011. À peine un an après son arrivée, le club polonais du Wisła Cracovie (football) lui fait une offre que Bejarano accepte. Malheureusement, le défenseur est victime d'une grave blessure à l'entraînement et choisit de rentrer en Bolivie, dans son dernier club sans avoir eu l'occasion de porter les couleurs du Wisla.
Il est appelé en sélection nationale à partir de 2009 mais ne dispute les matchs internationaux que de façon irrégulière. Il ne compte ainsi que 15 sélections avec la Bolivie mais est un élément essentiel du groupe composé par Xabier Azkargorta puisqu'il a pris part à 5 rencontres des éliminatoires de la Coupe du monde 2014.

## Palmarès
- Vainqueur du Tournoi ouverture 2008 avec l'Universitario de Sucre